# Chocomel

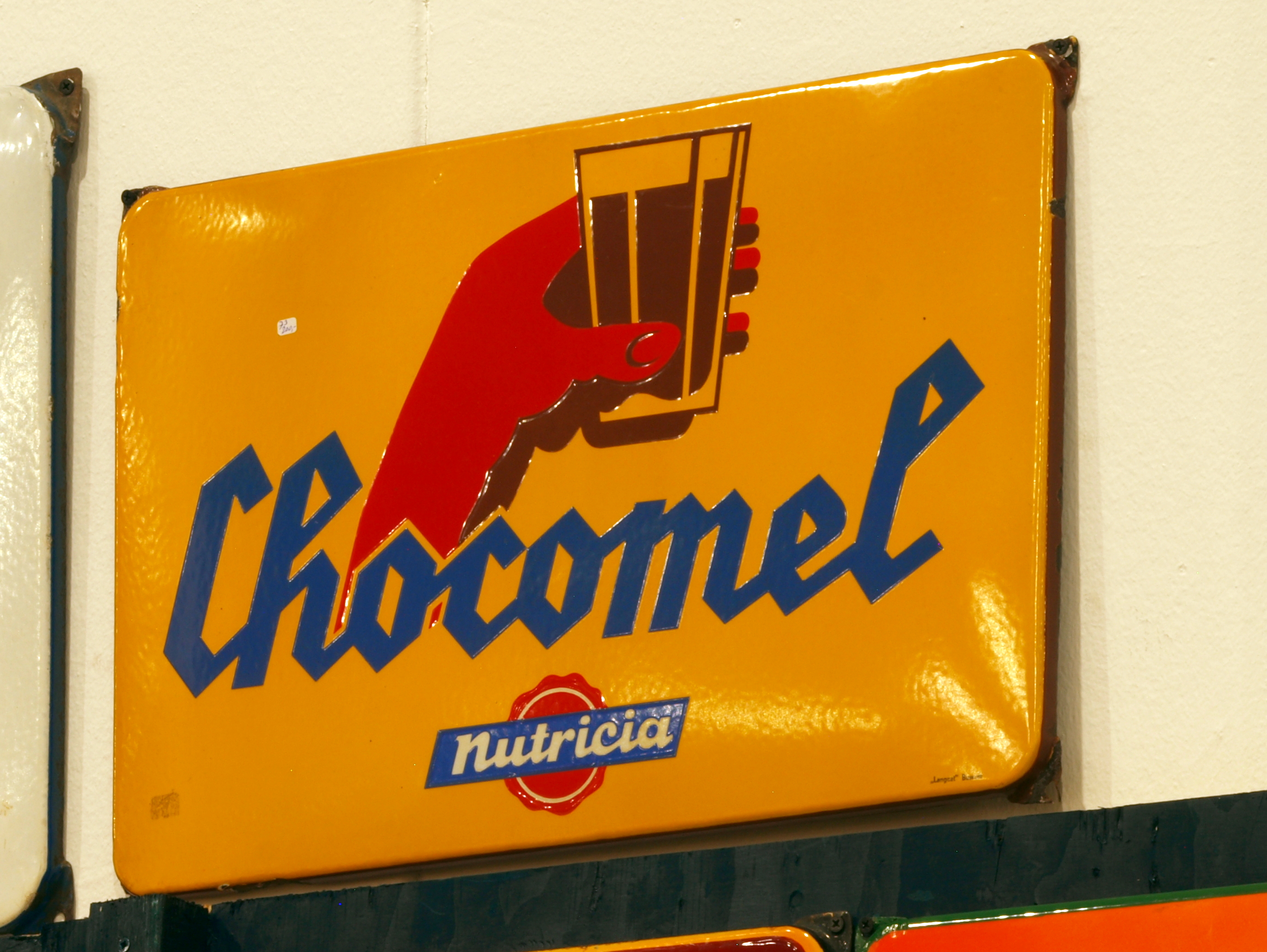
Oud Chocomel-logo

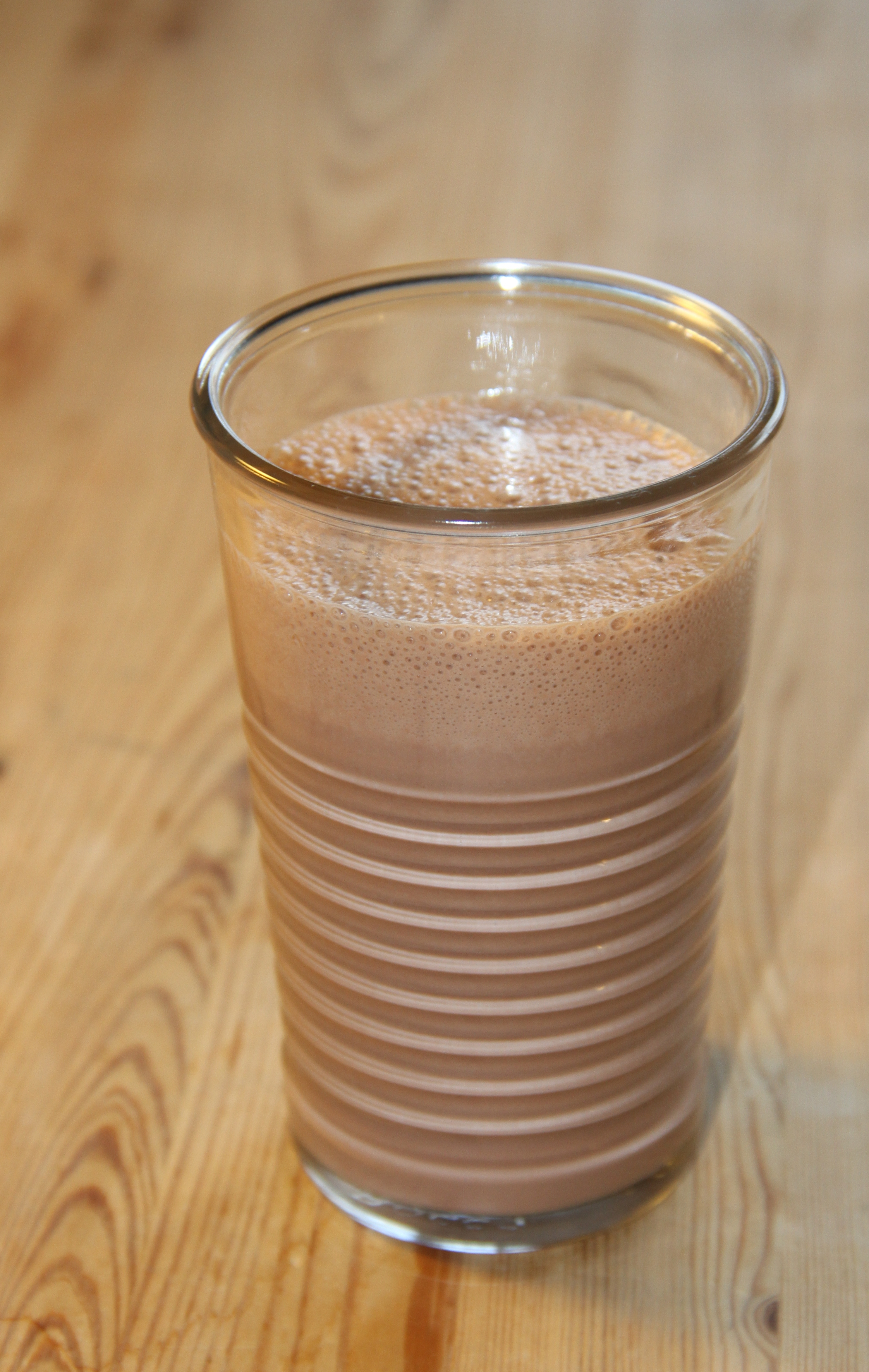
Een glas Chocomel

Chocomel (Cécémel in België) is een chocolademelk, geproduceerd door FrieslandCampina in Aalter.
Chocomel werd in 1932 geïntroduceerd en als handelsmerk gedeponeerd door Martien Breij, directeur bij de Baarnse Melkinrichting J.A. Breij die chocolademelk had ontwikkeld. Ook het bedrijf Nutricia uit Zoetermeer was in die tijd bezig met het vervaardigen van houdbare chocolademelk en registreerde hun product in datzelfde jaar als Melcola. Het bedrijf wilde echter de merknaam Chocomel verwerven en kon deze na een aantal jaren kopen van de weduwe van Breij. In België lukte dit niet doordat de eigenaar van de merknaam aldaar niet bereid was tot verkoop. In België werd daarom voor de merknaam Cécémel gekozen. Chocomel werd lang geproduceerd door Nutricia en kwam begin 21e eeuw in bezit van FrieslandCampina.
In België wordt Chocomel nog steeds onder de naam Cécémel verkocht. De verpakkingen dragen de slogan 'De enige èchte' (in het Frans 'Le seul vrai'). Naast Nederland en België is Chocomel ook beperkt verkrijgbaar in Duitsland, het Verenigd Koninkrijk, Oostenrijk, Australië en Denemarken.
Het merk is dermate bekend in Nederland dat het woord chocomel in het dagelijks spraakgebruik vaak gebruikt wordt voor chocolademelk in het algemeen.

## Ingrediënten
- Gedeeltelijk afgeroomde melk
- Suiker
- Cacao (1,7% in Chocomel,[3] in Cécémel wordt als een mix van suiker en cacao onder de naam chocoladepoeder vermeld[4])
- Stabilisator (carrageen)
- Stabilisator (guargom)